# MTV Playground
MTV Playground è stato un community show che andava in onda tutti i pomeriggi sulla rete televisiva MTV Italia.
MTV Playground era l'appuntamento TV con MTV Club e Elvis (Il Re di MTV), il VJ Virtuale di questo community show. Ogni giorno si trattava di argomenti diversi: moda, musica, sport, libri, tv, attualità e molti altri ancora. Inoltre oltre ai video di MTV, venivano trasmessi, SMS e videomessaggi (mandati tramite internet o cellulare) selezionati da Elvis.
Il programma è stato interrotto il 17 febbraio 2007 senza alcuna spiegazione da parte di MTV Italia.